# 1990-es Busch Series
Az 1990-es NASCAR Busch Series volt a sorozat kilencedik szezonja. Az idény során harmincegy versenyt rendeztek a Winston Cup betétfutamaiként. A bajnok Chuck Bown lett, megelőzve Jimmy Hensleyt és Steve Grissomot. Az év legjobb újonca-címet Joe Nemechek nyerte el.

## A bajnokság végeredménye
1. 63-Chuck Bown - 4372
2. 25-Jimmy Hensley - 4172
3. 31-Steve Grissom - 3982
4. 44-Bobby Labonte - 3977
5. 96-Tom Peck - 3868
6. 99-Tommy Ellis - 3829
7. 36-Kenny Wallace - 3829
8. 2-L. D. Ottinger - 3693
9. 6-Tommy Houston - 3667
10. 22-Rick Mast - 3617
11. 8-Bobby Hamilton - 3616
12. 59-Robert Pressley - 3504
13. 27-Elton Sawyer - 3442
14. 08-Bobby Dotter - 3351
15. 12-Jeff Burton - 3342
16. 79-Dave Rezendes - 3217
17. 87-Joe Nemechek - 3022
18. 11-Jack Ingram - 2902
19. 32-Dale Jarrett - 2473
20. 85-Bobby Moon - 2295
21. 5/9-Ward Burton - 2271
22. 45-Patty Moise - 2190
23. 7-Harry Gant - 2134
24. 34-Jack Sprague - 2106
25. 86-Dana Patten - 2013
26. 3-Dale Earnhardt - 1947
27. 26-Davey Johnson - 1809
28. 33-Ed Berrier -  1748
29. 47-Billy Standridge - 1594
30. 56-Dave Mader III - 1432
31. 1-Mark Martin - 1321
32. 41-Jamie Aube - 1274
33. 30-Michael Waltrip - 1185
34. 9/97-Morgan Shepherd - 1171
35. 42-Kyle Petty - 1079
36. 28-Davey Allison -  1018
37. 52-Ken Schrader - 1010
38. 14-Wayne Patterson - 955
39. 81/42-Todd Bodine - 772
40. 21-Tommy Sigmon - 763
41. 49-Ed Ferree - 762
42. 75-Ernie Irvan - 742
43. 56-Ronald Cooper - 729
44. 98-Ron Lamell - 686
45. 17/46/15-Greg Sacks - 654
46. 77/75-Jimmy Spencer - 642
47. 51-Mike McLaughlin - 633
48. 48-Sterling Marlin - 625
49. 75/0-Brad Teague - 609
50. 17-Darrell Waltrip - 533